# Leiothrix triangularis
Leiothrix triangularis är en gräsväxtart som beskrevs av Silveira. Leiothrix triangularis ingår i släktet Leiothrix och familjen Eriocaulaceae. Inga underarter finns listade i Catalogue of Life.